# رینا د لیگوئورو
رینا د لیگوئورو (ایتالیایی: Rina De Liguoro؛ ‏ ۲۴ ژوئیهٔ ۱۸۹۲ – ۱۵ آوریل ۱۹۶۶) هنرپیشه اهل ایتالیا بود.
از فیلم‌ها یا برنامه‌های تلویزیونی که وی در آن نقش داشته‌است می‌توان به یوزپلنگ، عشق، فردا هم روز خداست، مسالینا، آینه اسرارآمیز، دزد دریایی زیبارو، آخرین روزهای پمپئی و کاگلیوسترو اشاره کرد.